# Бомбардировка Шали кассетными бомбами
Бомбардировка Шали кассетными бомбами — эпизод Первой чеченской войны, произошедший 3 января 1995 года, когда российские самолёты (по другой версии — тактические ракеты Точки-У) бомбили чеченский город Шали кассетными боеприпасами. В связи с наступлением российских войск Шали подвергалось регулярным обстрелам артиллерии и авианалётам, вследствие чего в Хасавюртовский госпиталь поступило много раненых.
По сообщениям, в общей сложности восемнадцать кассетных бомб упали на Шали в этот день в течение нескольких авиаударов. Бомбы поразили в первую очередь придорожный рынок. Также они упали на АЗС и больницу, в которой были гражданские лица, а также раненые российские солдаты. Один из самолётов обстрелял мусульманское кладбище. Пострадали также школа и колхоз.
По меньшей мере 55 человек были убиты (в том числе пять медицинских работников) и 186 человек получили ранения. По оценке офиса представительства по правам человека[уточнить] при президенте России, потери составили более 100 человек убитыми. Военные цели не были замечены в районе во время бомбардировки.
3 января 1995 по улице Тёрской, недалеко от городской площади Шали, где якобы проходил митинг сепаратистов, российскими военными была применена кластерная авиабомба. В результате чего якобы было уничтожено от 40-50 чеченских сепаратистов. По другой версии пострадавшие в основном — мирные и безоружные местные жители.
Human Rights Watch сообщили также о пострадавших гражданских ожидающих автобуса Грозный-Шатой. Очевидец сообщил, что бомба упала на пересечении автобусной линии и трассы Баку-Москва.